# Drepanosiphoides
drepanosiphoides är en insektsart som först beskrevs av Macgillivray och Bradley 1961.  Drepanosiphoides ingår i släktet Muscaphis, och familjen långrörsbladlöss. Arten är reproducerande i Sverige.